# Ротерт Павло Павлович
Ротерт (інколи Роттерт) Павло Павлович (4 липня 1880, Білосток, Російська імперія, нині Польща — 11 листопада 1954, Москва, СРСР) — голова ради депутатів Південних залізниць (Харків, 1917), член ВУЦВК, головний інженер Дніпробуду та Московського метробуду, член-кореспондент Академії будівництва СРСР, професор.

## Біографія
Павло Павлович Ротерт народився 1880 року в Білостоку (тоді — Російської імперії) у німецькій родині. Вищу освіту здобув у Санкт-Петербурзі у Петербурзькому інституті цивільних інженерів. 1911 року отримав диплом будівельника. Під час Революції 1905—07 років брав участь у студентському русі.

Проєкт київського вокзалу «Лінія».
Перший тур конкурсу. Павло Ротерт і Яків Штейнберг, 1927.

Після революції 1917 року голова Ради депутатів Південних залізниць.
- 1925—27 — керівник будівництва однієї з найбільших будівель тогочасного СРСР — будинку державної промисловості у Харкові.
- 1927 — заступник головного інженера, головний інженер Дніпробуду майже до завершення будівництва ДніпроГЕС (запущений в жовтні 1932).
- 1931 — перший керівник і головний інженер московського метробуду, керував будівництвом першої і другої черги Московського метрополітену.

З 1938 на науковій і викладацькій роботі. Обирався членом ВЦВК.
Похований на Введенському кладовищі.

## Нагороди
- Орден Леніна
- Орден Червоної Зірки